# Роскилле
Ро́скилле (дат. Roskilde) — город в Дании, на востоке острова Зеландия (Шелланн). Административный центр коммуны Роскилле. На берегу Роскилле-фьорда порт, железнодорожный узел. Население 50,8 тыс. (1972); 43 753 (2003); 45 807 (2006); 46 292 (2009).
Назван в честь легендарного основателя — короля Хротгара (V—VI вв.) и священных источников (дат. kilde), часть из которых сохранилась в окрестностях города. Согласно другой версии, название происходит от Хроарсскильде — «щит Хроара».
Согласно Адаму Бременскому и Саксону Грамматику, основан в 980-е годы конунгом Харальдом Синезубым.
В 1997 году археологи обнаружили в Исе-фьорде остатки кораблей викингов, самый старый из которых датируется 1030 годом. В то время в этом районе также было две церкви: St Jørgensbjerg, ранняя каменная церковь, и деревянная церковь, обнаруженная под сегодняшней церковью Святого Иба.
Роскилле являлся резиденцией датских королей (около 1020—1416) и правительства. До 1443 года Роскилле был столицей Дании, примерно с 1060 года — епархиальный и важнейший религиозный центр вплоть до времен Реформации.
Здесь в XII веке написана Роскилльская хроника — древнейшее произведение датской историографии.
Ко времени датской Реформации, бывшей переходом от католицизма к лютеранству в королевствах, управляемых датским Ольденбургским домом, в 1536 году в городе насчитывалось 12 церквей и пять монастырей.
28 февраля 1658 года в Роскилле заключён Роскилльский мир, завершивший датско-шведскую войну.
Является крупным железнодорожным и транспортным узлом острова Зеландия, в экономическом отношении тесно связан с Копенгагеном.
Первая датская железная дорога длиной 31 км проложена между Роскилле и Копенгагеном в 1847 году.
Посредством системы туннелей под проливами Большой Бельт (1997—1998) и Зунд (2000) связан с городами Швеции и Германии.
В городе есть несколько высших учебных заведений и исследовательских центров, включая университет (1972). С 1971 года проводятся ежегодные рок-фестивали.

## Собор

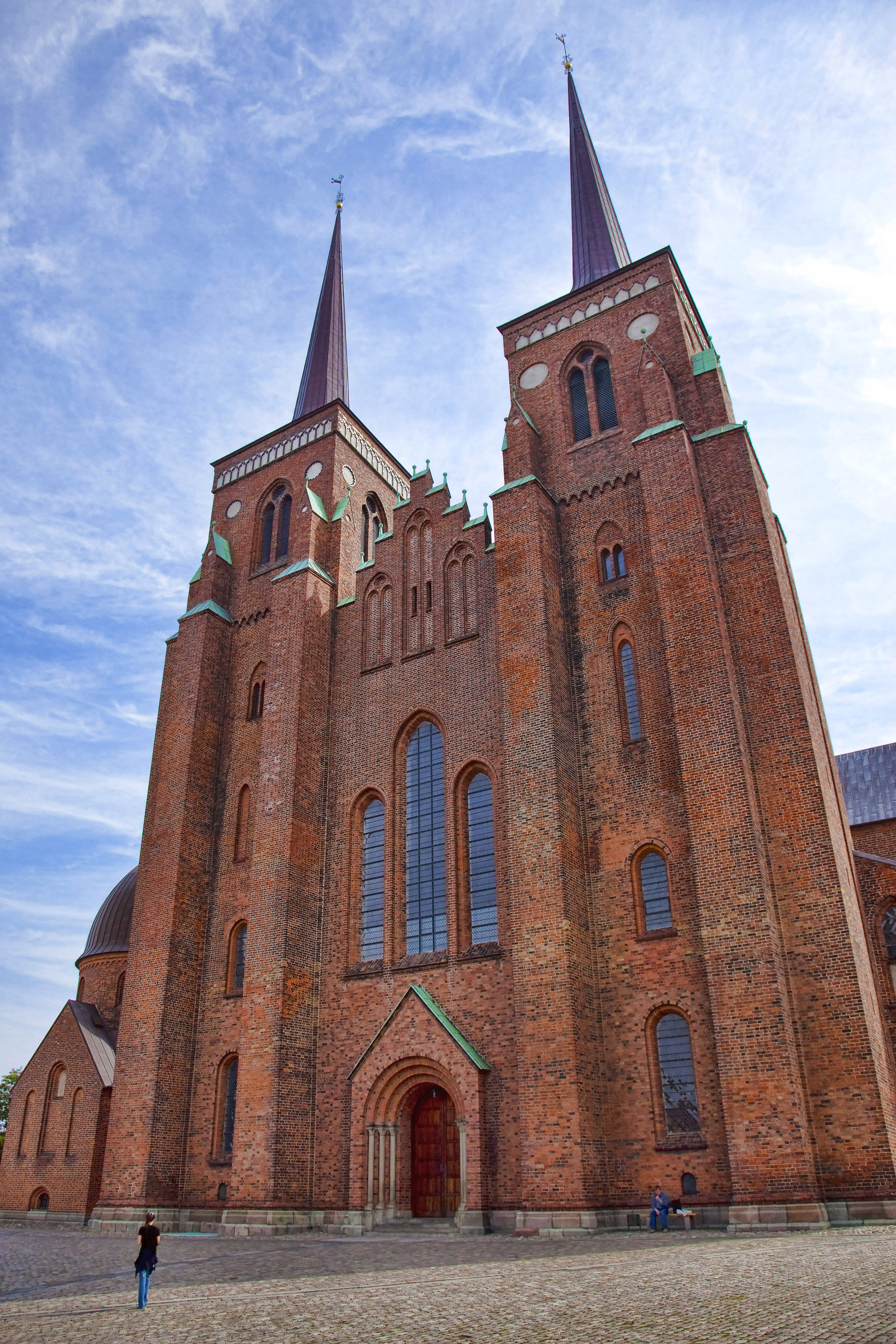
Собор в Роскилле

Собор в Роскилле — главный собор Дании, усыпальница датских королей. Яркий образец кирпичной готики. Внесён в 1995 году ЮНЕСКО в список всемирного наследия.

## Королевский дворец

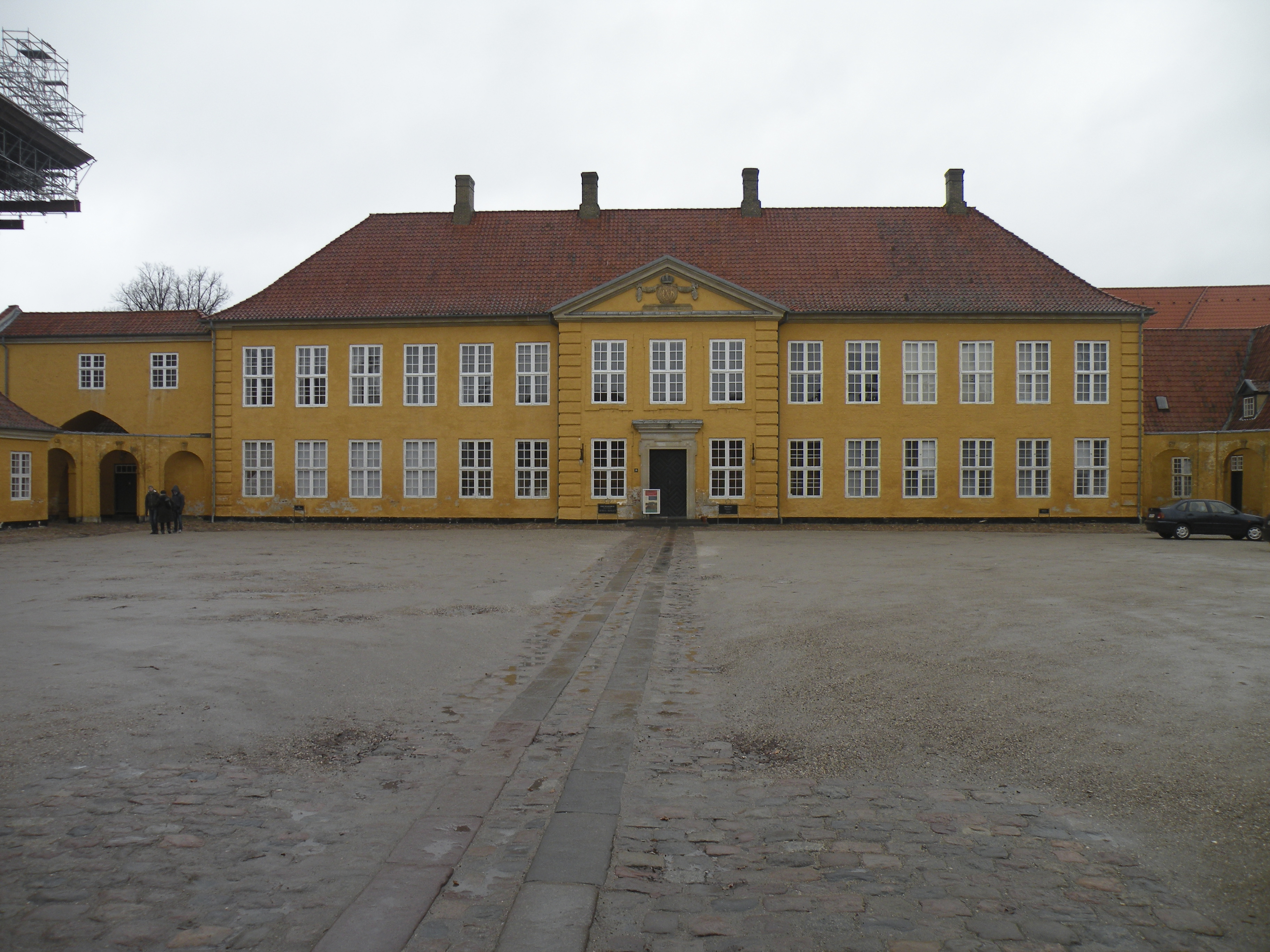
Королевский дворец

Королевский дворец в Роскилле построен королевским архитектором Лаурицем де Тюра (Lauritz de Thurah) в 1733—1736 годах и использовался королём Кристианом VI во время своего пребывания проездом в Роскильде или при посещении церемонии королевских похорон. В 1835—1848 годах дворец был местом собраний представителей сословий, послуживших подготовке демократических реформ 1849 года. В настоящее время дворец принадлежит государству и используется как резиденция епископа, а также в качестве музея.

## Музейный остров

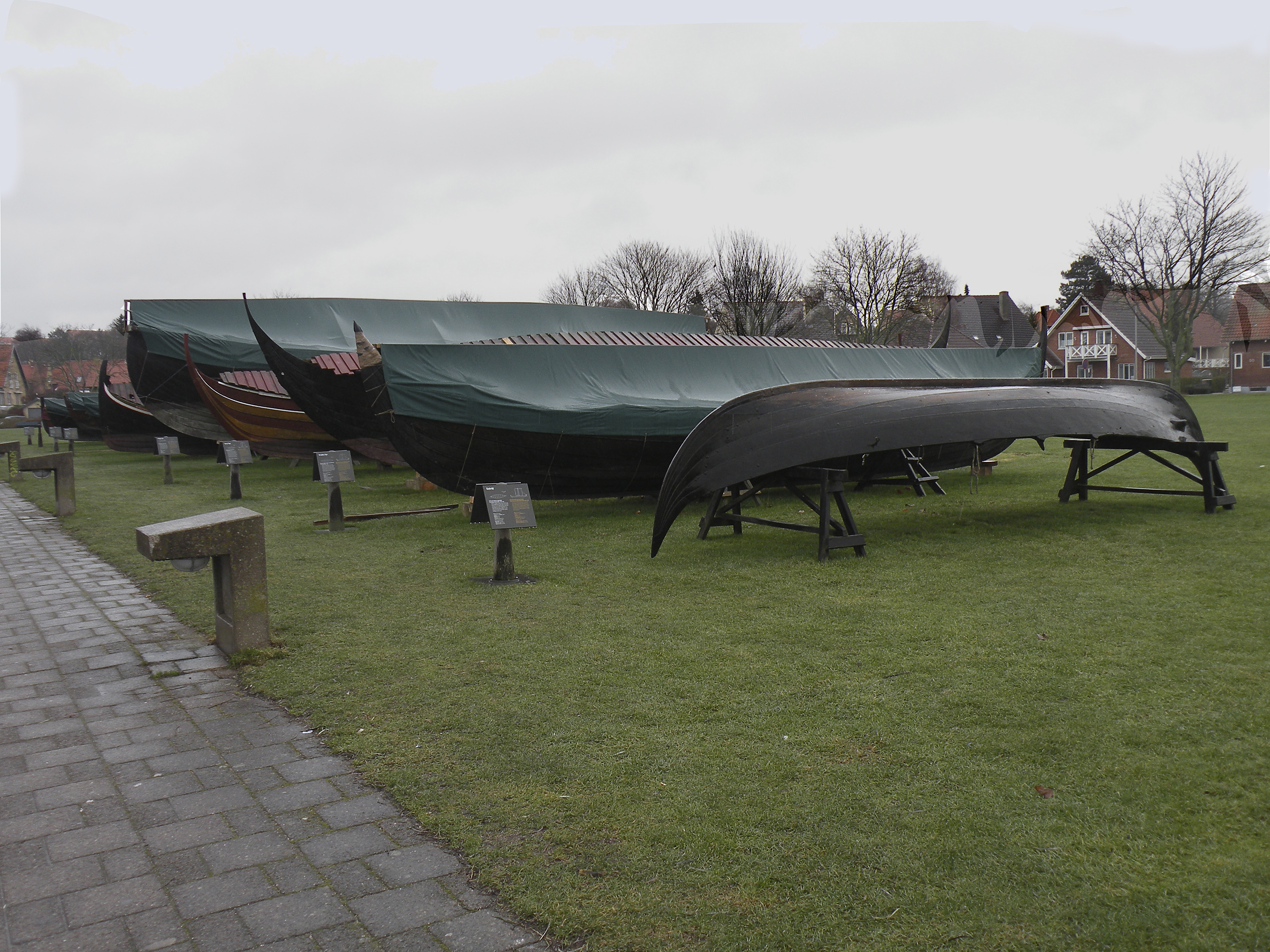
Типы судов викингов (реконструкция)

Точнее — полуостров (в южной части Роскильдфиорда), на котором находится верфь, служащая для постройки точных копий кораблей викингов с использованием данных археологических находок. При этом не только скрупулёзно воспроизводятся детали судового набора и материалы, но и технология постройки с использованием средневековых инструментов. Результаты работы настолько удачны, что пять построенных судов используются для туристических поездок на разные расстояния, в том числе и в Ирландию (Дублин).
Рядом с этой верфью находится гавань — Сагафиорд, в которой швартуются и современные яхты, а рядом с ней построено современное здание музея кораблей викингов.

## Бывший монастырь

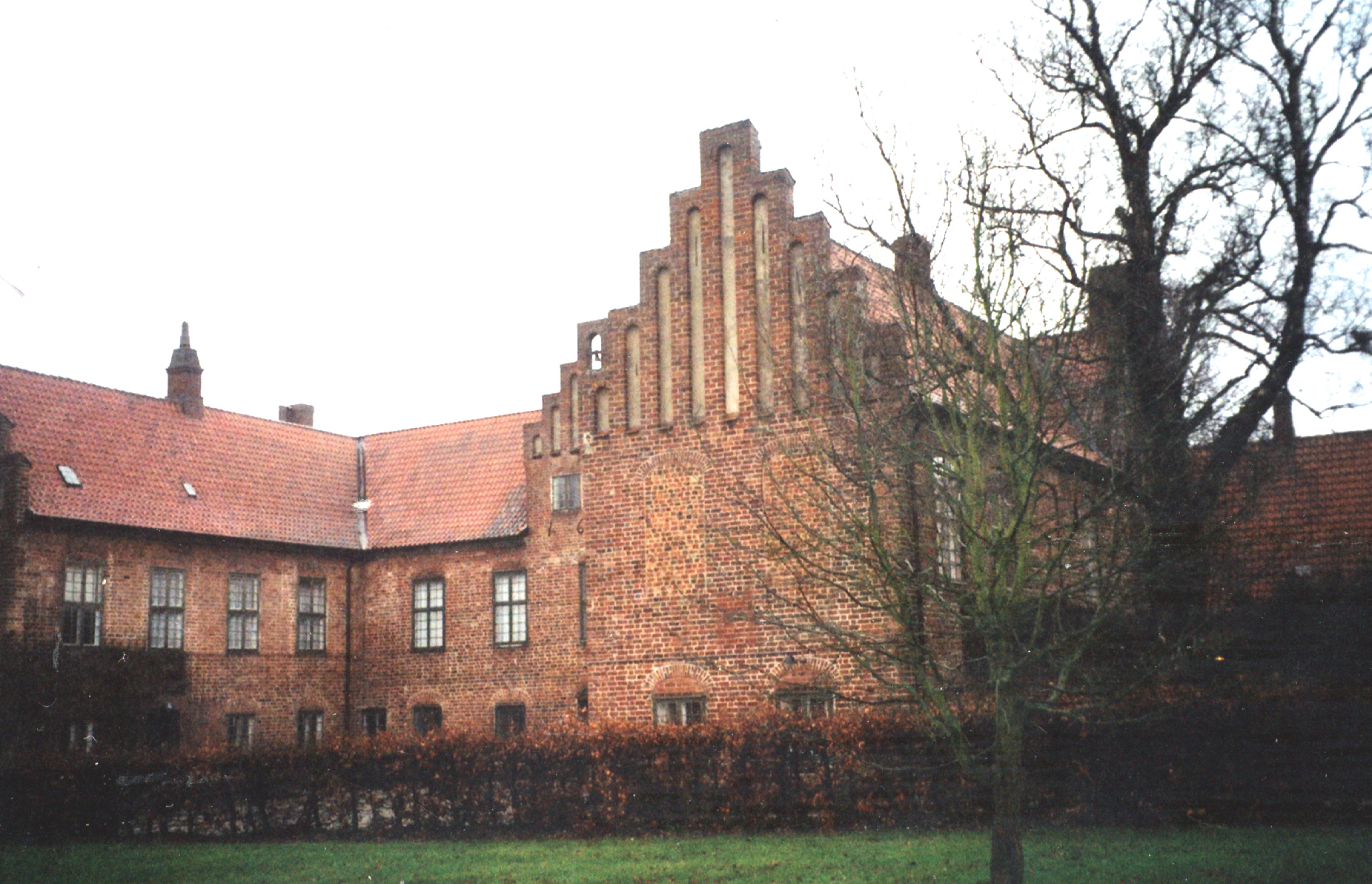
Монастырь Чёрных братьев — монахов Ордена Доминиканцев

Основан около 1231 года. После Реформации монахи распущены, а здание разрушено. Однако вскоре наиболее старая часть здания восстановлена. В 1699 году здесь размещён приют для незамужних женщин благородного сословия. Здание используется по назначению.

## Известные уроженцы
- Бартолин, Расмус (1625—1698) — датский учёный, медик, анатом, физик, математик, профессор.
- Магнуссен, Ян (1973) — датский гонщик Формулы-1, отец Кевина Магнуссена.
- Магнуссен, Кевин (1992) — датский гонщик Формулы-1, сын Яна Магнуссена.

## Виды

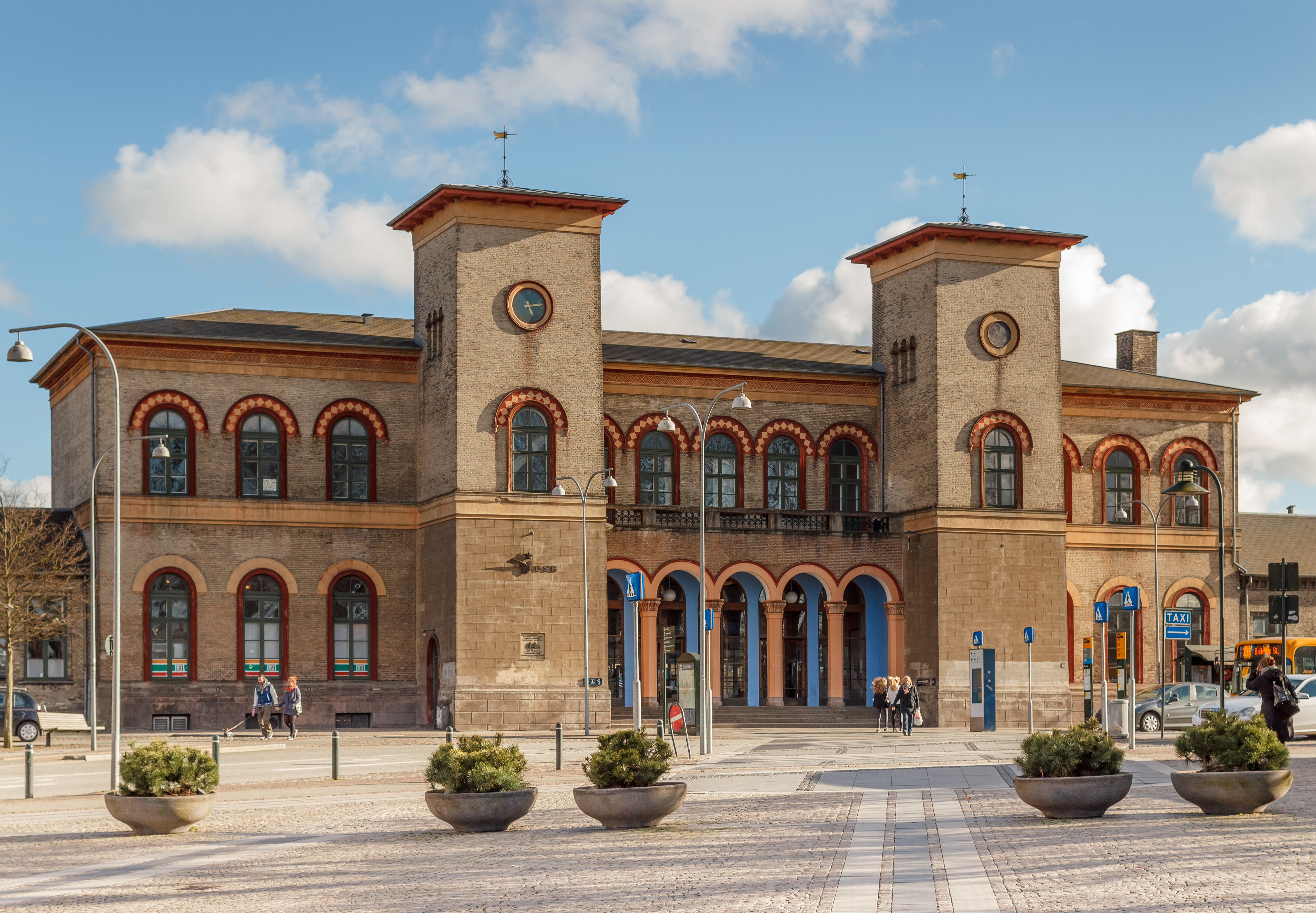
Ж/д вокзал
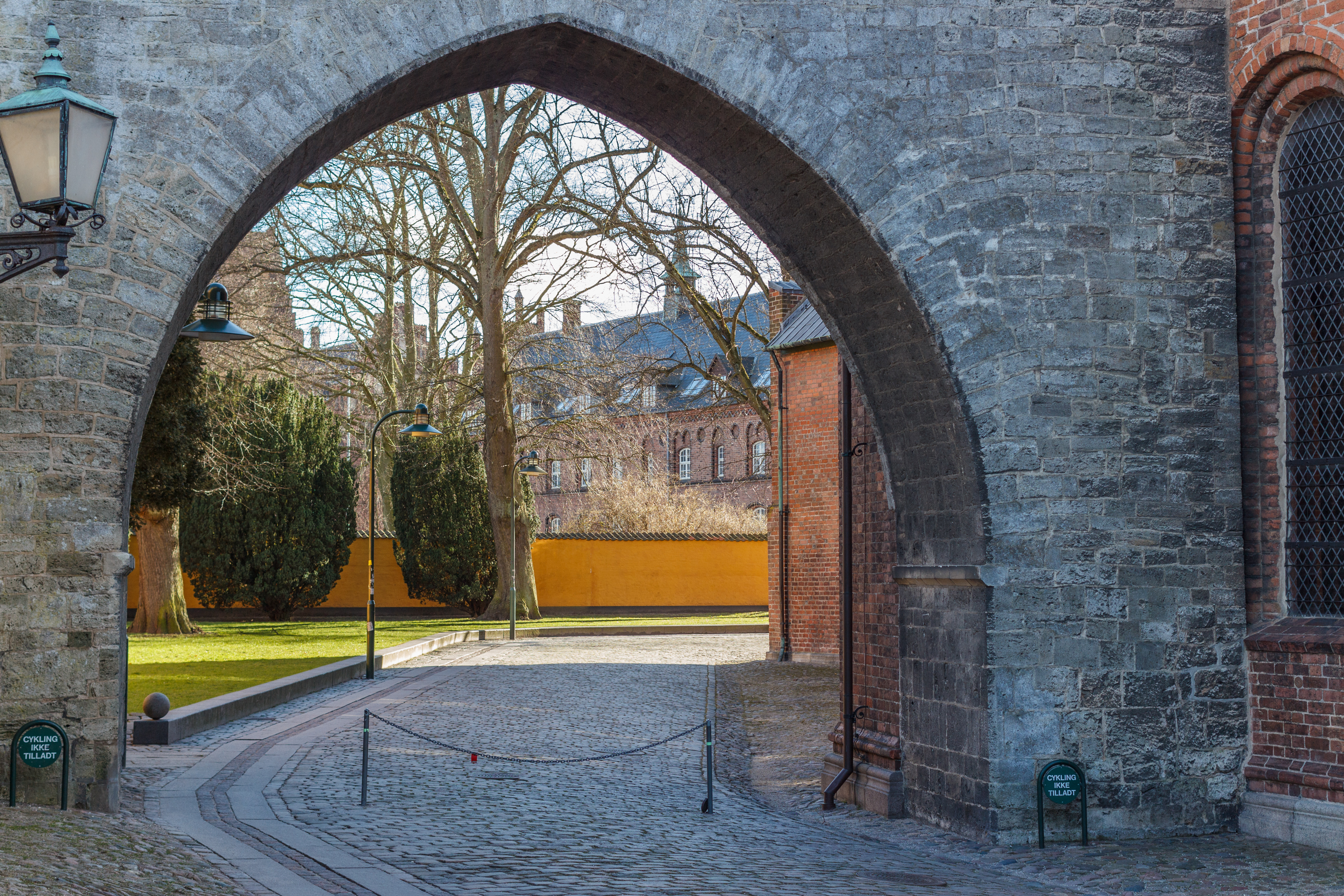
Арка Абсалона